# جون مارشال (لاعب كرة قدم)
جون مارشال (بالإنجليزية: John Marshall)‏ (18 أغسطس 1964 في المملكة المتحدة - ) هو لاعب كرة قدم بريطاني في مركز الوسط. لعب مع نادي فولهام.

## وصلات خارجية
- جون مارشال على موقع قاعدة بيانات كرة القدم.إي يو (الإنجليزية)
- جون مارشال على موقع Soccerbase.com (لاعب) (الإنجليزية)